# Serianthes rurutensis
Serianthes rurutensis é uma espécie vegetal da família Fabaceae.
Apenas pode ser encontrada na Polinésia Francesa.